# Fosso della Solfatara

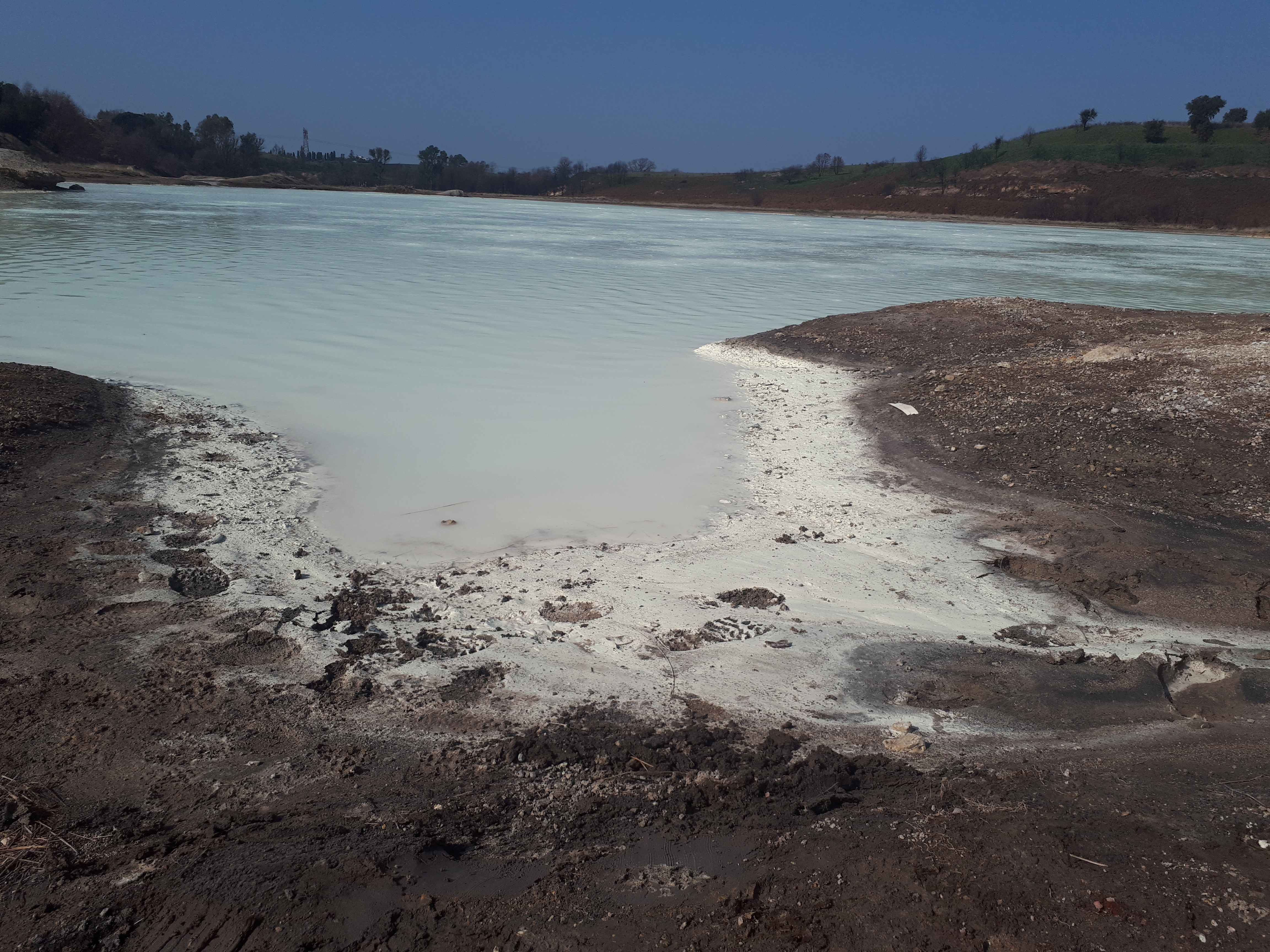
Lac blanc de la Solfatara

Le Fosso della Solfatara (ou Solfatara) est une zone naturelle située à l'extrémité sud de la réserve naturelle de Decima-Malafede, dans la commune de Rome, à la frontière avec celle de Pomezia. Elle a été identifiée comme l'Albunea, citée par Virgile dans l'Énéide.

## Description
La zone naturelle de Solfatara est située dans les Marais pontins, au sein de la réserve naturelle de Decima-Malafede, créée en 1997 et relevant de la commune de Rome.

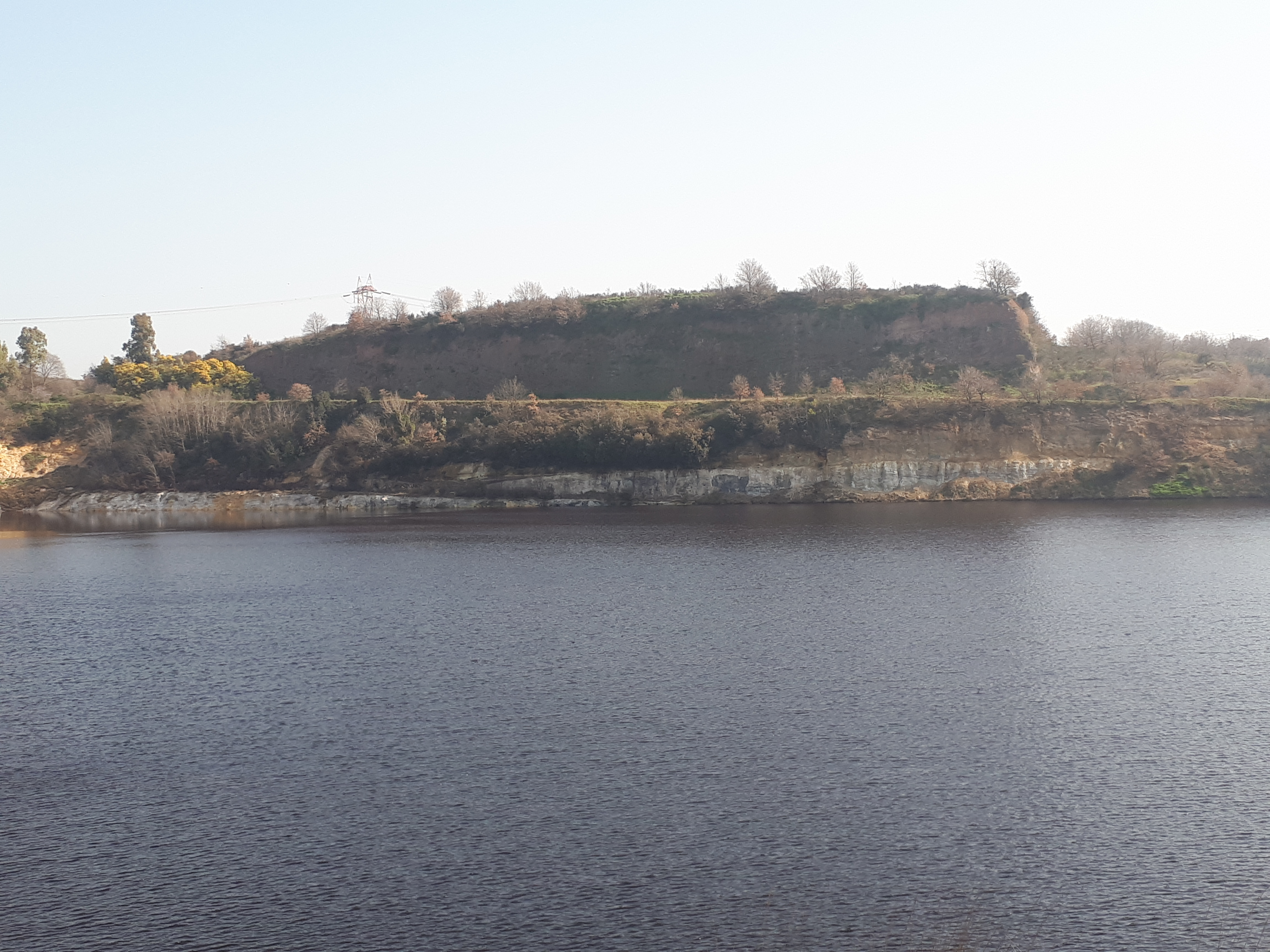
Lac rouge de la Solfatara

La Solfatara, toponyme avec lequel s'identifie une zone qui s'étend entre la via Laurentina et la via dei Castelli Romani, est une zone caractérisée par la présence de minéraux et de gaz d'origine volcanique (Volcan Albain). Ici, parmi les traces de minéraux sulfureux et ferreux, il y a trois petits lacs, dont le plus grand, appelé le Lac Rouge, s'est formé à partir d'une carrière de matière ferreuse.

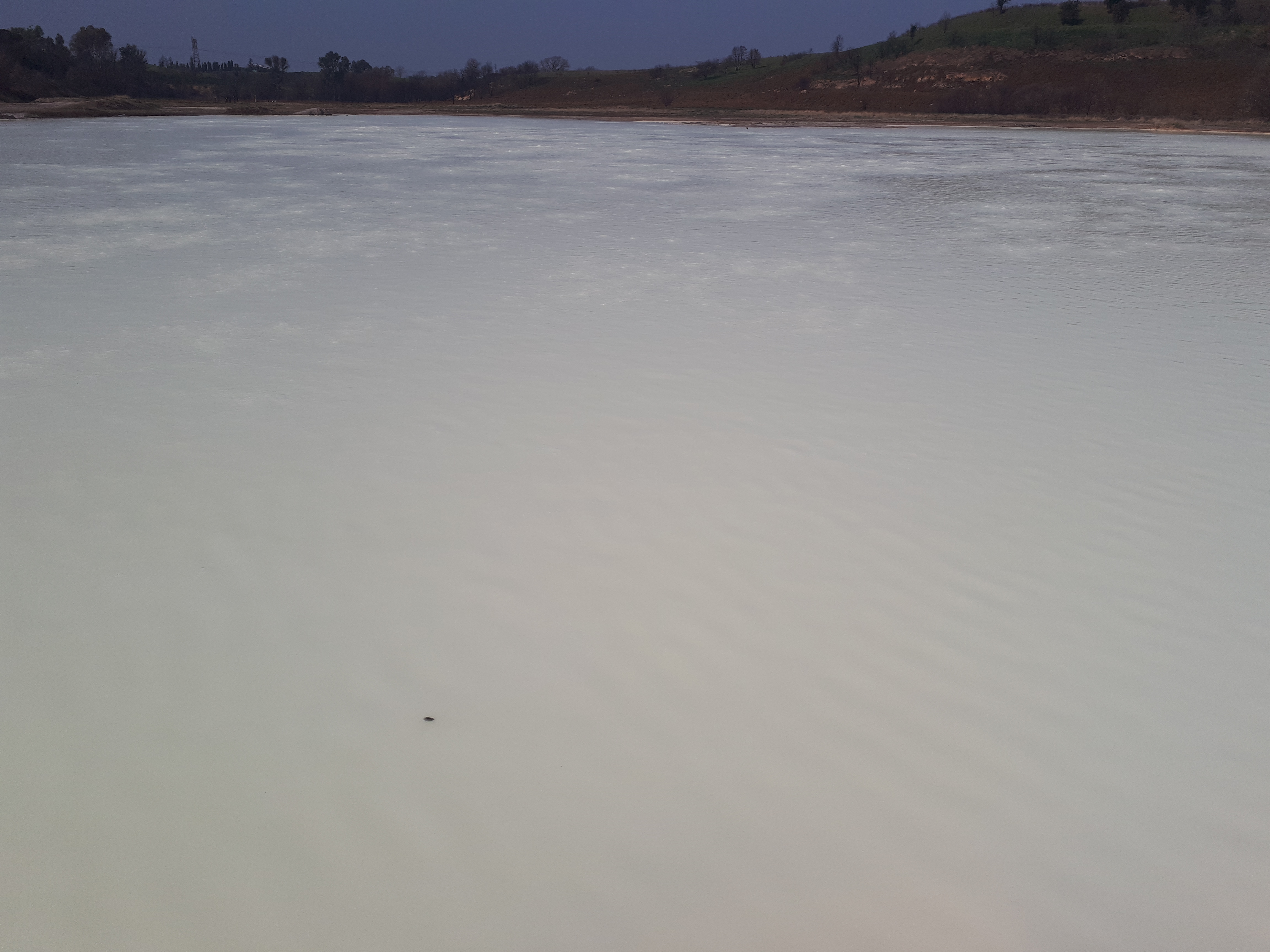
Lac blanc de la Solfatara

Un autre petit lac, appelé Lac Blanc, se caractérise par la présence de matière gazeuse qui provient du fond du lac et lui donne sa couleur très particulière.
Au sommet de la colline surplombant les trois lacs de la zone se trouvent les restes du Tor Tignosa.

## Albunea
Virgile, au VIIe livre de l'Énéide, raconte les lointaines origines de Rome : Turnus, roi des Rutules, veut épouser Lavinia, fille du roi Latinus. Les présages divins font hésiter Latinus, qui demande donc des auspices à l'oracle du Faune : et l'oracle lui dit de marier sa fille à un étranger qui est sur le point d'arriver, un étranger qui s'avèrera être Enée.
À l'intérieur de la zone se trouve encore une grotte, dans laquelle se trouve une source d'eau sulfureuse, identifiée comme la mythologique Antro del Fauno, toujours visitée par les adeptes de la divinité de Sol Invictus le 21 décembre.